# Fred Klaassen
Frederick Jack Klaassen (* 13. November 1992 in Haywards Heath, Vereinigtes Königreich) ist ein englischer Cricketspieler, der seit 2018 für die niederländische Nationalmannschaft spielt.

## Kindheit und Ausbildung
Klaasen wurde im Vereinigten Königreich geboren, wuchs dann jedoch in Neuseeland auf und lebte einige Zeit in Australien.

## Aktive Karriere
Klaassen spielte zunächst Club-Cricket in Neuseeland, bevor er nach Norwich zog, um in der East Anglia League zu spielen. Da sein Großvater Niederländer war folgte ein Einsatz beim VOC Rotterdam, und seine Qualifikation für die niederländische Nationalmannschaft. Sein Twenty20-Debüt gab er bei einem heimischen Drei-Nationen-Turnier gegen Irland im Juni 2018. Auch spielte er in dem Sommer Spiele mit der niederländischen A-Nationalmannschaft gegen Kent, die daraufhin auf ihn aufmerksam wurden und unter Vertrag nahmen. Im August absolvierte er auch sein ODI-Debüt gegen Nepal und konnte in den beiden Spielen der Serie jeweils drei Wickets (3/30 und 3/38) erzielen. Bei einem Vier-Nationen-Turnier in Katar erreichte er gegen Irland 3 Wickets für 31 Runs. Im Sommer folgten dann erneut drei Wickets (3/36) in den Twenty20s gegen Simbabwe. Im Juni 2021 konnte er abermals drei Wickets gegen Irland (3/23) erreichen. Daraufhin war er Teil der niederländischen Mannschaft beim ICC Men’s T20 World Cup 2021, konnte jedoch nicht herausragen. Im April 2022 erreichte in der ODI-Serie in Neuseeland 3 Wickets für 36 Runs. Beim ICC Men’s T20 World Cup Global Qualifier Group B 2022 erzielte er gegen Uganda 5 Wickets für 19 Runs. Er spielte dann erneut beim ICC Men’s T20 World Cup 2022, konnte jedoch auch dort nicht herausstechen. Im März 2023 erzielte er in der ODI-Serie in Simbabwe 3 Wickets für 41 Runs. In der Folge zog er sich eine Stress-Fraktur zu und verpasste so den Cricket World Cup 2023. Er wurde dann für den ICC Men’s T20 World Cup 2024 nominiert, jedoch brach seine Stress-Fraktur im Rücken erneut auf und musste so schon vor dem Turnier absagen.